# Chiesa di San Michele Arcangelo (Angiari)
La chiesa di San Michele Arcangelo è la parrocchiale di Angiari, in provincia e diocesi di Verona; fa parte del vicariato di Legnago.

## Storia
La chiesa sorge su un'antica pieve preesistente abbattuta nel 1750. La sua costruzione iniziò nel 1753 e venne terminata attorno al 1770.

## Descrizione

### Architettura e arte
La struttura è composta da una grande navata, dalla sagrestia e da quattro cappelle laterali, oltre che da un'imponente torre campanaria. Al suo interno vi sono numerose opere d'arte, tra le più interessanti una pala situata nel presbiterio raffigurante il Santo patrono e una statua lignea raffigurante la Madonna del Carmine, risalente al XV secolo che sovrasta l'altare a lei dedicato. La chiesa è inoltre dotata di ben cinque altari tutti derivati dall'antica pieve, anche se leggermente modificati nei secoli successivi. I quattro laterali sono deposti nelle quattro cappelle laterali e sono dedicati a Santa Teresa, San Giuseppe, Madonna del Carmine e Sacro Cuore, mentre l'altare maggiore è dedicato a San Michele Arcangelo. La navata è arricchita da dipinti e da pale riprese dagli antichi altari della vecchia pieve e da sei quadri raffiguranti gli apostoli di Cristo. Lungo la parete sinistra della navata, si trova una cantoria con organo a canne.

### Organo a canne
L'organo a canne della chiesa è stato costruito nel 1906 dall'organaro Veronese Domenico Farinati ed è a trasmissione mista, meccanica per i manuali e il pedale e pneumatica per i registri, ed è stato restaurato da Silvio Micheli agli inizi del XXI secolo con l'aggiunta di una seconda consolle a trasmissione elettronica situata nella navata. Lo strumento ha 13 registri divisi fra le due tastiere, di 58 note ciascuna, e la pedaliera concava di 30 note.